# Gimnastică la Jocurile Olimpice de vară din 2020 - Sărituri feminin
Proba feminină de gimnastică  sărituri de la Jocurile Olimpice de vară din 2020 a avut loc în perioada 25 iulie-1 august 2021 la Ariake Gymnastics Centre.

## Program
Orele sunt ora Japoniei (UTC+9) 
| Data                    | Timp                          | Etapă                                                                           |
| ----------------------- | ----------------------------- | ------------------------------------------------------------------------------- |
| Duminică, 25 iulie 2021 | 10:00 11:50 15:10 17:05 20:20 | Subdiviziunea 1 Subdiviziunea 2 Subdiviziunea 3 Subdiviziunea 4 Subdiviziunea 5 |
| Duminică, 1 august 2021 | 17:45                         | Finala                                                                          |

## Rezultate

### Calificări
| Loc | Gimnastă                 | Săritura 1  | Săritura 1 | Săritura 1 | Săritura 1 | Săritura 2  | Săritura 2 | Săritura 2 | Săritura 2 | Total  |     |
| Loc | Gimnastă                 | Dificultate | Execuție   | Penalizare | Scor 1     | Dificultate | Execuție   | Penalizare | Scor 2     | Total  |     |
| --- | ------------------------ | ----------- | ---------- | ---------- | ---------- | ----------- | ---------- | ---------- | ---------- | ------ | --- |
| 1   | Simone Biles (USA)       | 6,0         | 9,266      | 0,300      | 14,966     | 5,8         | 9,600      |            | 15,400     | 15,183 | C R |
| 2   | Jade Carey (USA)         | 6,0         | 9,166      |            | 15,166     | 5,8         | 9,366      |            | 15,166     | 15,166 | C   |
| 3   | Rebeca Andrade (BRA)     | 6,0         | 9,400      |            | 15,400     | 5,4         | 9,400      |            | 14,800     | 15,100 | C   |
| 4   | MyKayla Skinner (USA)    | 6,0         | 8,933      |            | 14,933     | 5,8         | 9,000      |            | 14,800     | 14,866 | – S |
| 5   | Yeo Seo-jeong (KOR)      | 5,8         | 9,200      |            | 15,000     | 5,4         | 9,200      |            | 14,600     | 14,800 | C   |
| 6   | Shallon Olsen (CAN)      | 6,0         | 8,966      |            | 14,966     | 5,4         | 9,033      |            | 14,433     | 14,699 | C   |
| 7   | Lilia Akhaimova (COR)    | 5,8         | 8,966      |            | 14,766     | 5,6         | 9,033      |            | 14,633     | 14,699 | C   |
| 8   | Alexa Moreno (MEX)       | 5,8         | 9,033      |            | 14,833     | 5,6         | 8,933      | 0,100      | 14,433     | 14,633 | C   |
| 9   | Angelina Melnikova (COR) | 5,4         | 9,066      |            | 14,466     | 6,0         | 8,866      | 0,100      | 14,766     | 14,616 | C   |
| 10  | Giulia Steingruber (SUI) | 5,8         | 9,033      |            | 14,833     | 5,4         | 8,900      |            | 14,300     | 14,566 | R1  |
| 11  | Mai Murakami (JPN)       | 5,4         | 9,033      |            | 14,433     | 5,8         | 8,700      |            | 14,500     | 14,466 | R2  |
| 12  | Ellie Black (CAN)        | 5,4         | 9,133      |            | 14,533     | 5,2         | 9,100      |            | 14,300     | 14,416 | R3  |

Rezerve
Rezervele pentru finala la sărituri:
1. Giulia Steingruber (SUI)
2. Mai Murakami (JPN)
3. Ellie Black (CAN)

Doar două gimnaste din fiecare țară au putut avansa în finală. Gimnasta care nu s-a calificat în finală din cauza cotei de reprezentare națională, dar a avut un scor suficient de mare pentru a concura în finală a fost:
- MyKayla Skinner (USA) – chemată în urma retragerii lui Simone Biles [3]

### Finala
Sursa
| Loc | Gimnastă                 | Săritura 1       | Săritura 1    | Săritura 1 | Săritura 1 | Săritura 2       | Săritura 2    | Săritura 2 | Săritura 2 | Total  |
| Loc | Gimnastă                 | Scor dificultate | Scor executie | Penalizare | Scor 1     | Scor dificultate | Scor executie | Penalizare | Scor 2     | Total  |
| --- | ------------------------ | ---------------- | ------------- | ---------- | ---------- | ---------------- | ------------- | ---------- | ---------- | ------ |
| 1   | Rebeca Andrade (BRA)     | 6,0              | 9,266         | 0,100      | 15,166     | 5,8              | 9,200         |            | 15,000     | 15,083 |
| 2   | MyKayla Skinner (USA)    | 6,0              | 9,033         |            | 15,033     | 5,8              | 9,000         |            | 14,800     | 14,916 |
| 3   | Yeo Seo-jeong (KOR)      | 6,2              | 9,133         |            | 15,333     | 5,4              | 8,733         |            | 14,133     | 14,733 |
| 4   | Alexa Moreno (MEX)       | 5,8              | 8,966         |            | 14,766     | 5,6              | 9,066         |            | 14,666     | 14,716 |
| 5   | Angelina Melnikova (COR) | 5,4              | 9,266         |            | 14,666     | 6,0              | 8,800         | 0,100      | 14,700     | 14,683 |
| 6   | Lilia Akhaimova (COR)    | 5,8              | 8,866         |            | 14,666     | 5,6              | 9,066         |            | 14,666     | 14,666 |
| 7   | Shallon Olsen (CAN)      | 6,0              | 8,700         |            | 14,700     | 5,4              | 9,000         |            | 14,400     | 14,550 |
| 8   | Jade Carey (USA)         | 3,3              | 8,633         |            | 11,933     | 5,8              | 9,100         | 2,000      | 12,900     | 12,416 |